# Seminario Bidasoa
El seminario Bidasoa, denominado oficialmente Colegio Eclesiástico Internacional Bidasoa, es un seminario internacional con sede en Cizur Menor (Pamplona, Navarra): erigido por la Santa Sede en 1988, en él se forman seminaristas procedentes de distintas partes del mundo, enviados por sus obispos a fin de prepararles para su trabajo sacerdotal en su diócesis. El seminario está dirigido por la Prelatura de la Santa Cruz y Opus Dei, y adscrito a la Facultad de Teología de la Universidad de Navarra.

## Inicio y consolidación

### Los comienzos
El Seminario Bidasoa, erigido por la Santa Sede en 1988, responde a una iniciativa del Beato Álvaro del Portillo, dirigido por la Prelatura del Opus Dei, está adscrito a la Facultad de Teología de la Universidad de Navarra. Inicio sus actividades en el curso 1988-89, ocupando en ese momento un edificio ya existente, y adaptado para su nueva función en la plaza de los Castaños de Barañáin, una localidad cercana a Pamplona y al campus de la Universidad de Navarra. En ese curso alojaba a 61 seminaristas, procedentes de 14 países distintos y 35 diócesis; 23 de ellos eran españoles el resto de distintos países de América, África y Europa. Fue rector del seminario Juan Luis Bastero, que desempeñó ese cargo hasta 1998. Precisamente ese año recibieron 14 seminaristas de Bidasoa recibieron la ordenación sacerdotal en la iglesia de San Francisco Javier, de Pamplona.

### Cambios de sede
Desde el inicio del seminario se consideró necesario poder contar con una sede más amplía y se iniciaron las gestiones para la construcción de una nueva sede que se situó en la ronda de la Cendea de Cizur, también en Barañáin y a poca distancia de la primera sede. Mientras tanto debió de utilizarse provisionalmente una residencia de estudiantes -Albaizar- situada en Pamplona, pues en el curso 1991-1992 el número de seminaristas había ascendido a 101. En el curso 1992-93 se pudo disponer de esta nueva sede con una capacidad de 53 plazas que completaba la sede de la plaza de los Castaños. 
Hasta el año 2011, el seminario Bidasoa mantuvo esas dos sedes en Barañáin pero ya en 1999 se llegó a la conclusión de que era necesario promover la construcción de una sede única; el estudio y las gestiones necesarias para eso se prolongaron durante varios años, pero finalmente se encontró unos terrenos adecuados cercanos a la localidad de Cizur Menor, en su término concejil y cerca del campus de la Universidad de Navarra. La construcción de la nueva sede fue posible gracias a un benefactor, José María Chueca Recalde, un empresario vasco afincado en Madrid que costeó no solo la construcción sino también su amueblamiento. La nueva sede, inaugurada en 2011, cuenta con las instalaciones adecuadas facilitar el alojamiento, estudio y formación de unos cien seminaristas.

### Historia en cifras
En los primeros treinta años del seminario, ha habido 1049 seminaristas, procedentes de 236 diócesis y 46 países. Se han ordenado 642 sacerdotes, de los que 12 han sido consagrados obispos.
En el curso 2021-22, Bidasoa contó con 97 seminaristas.

## Sede del seminario

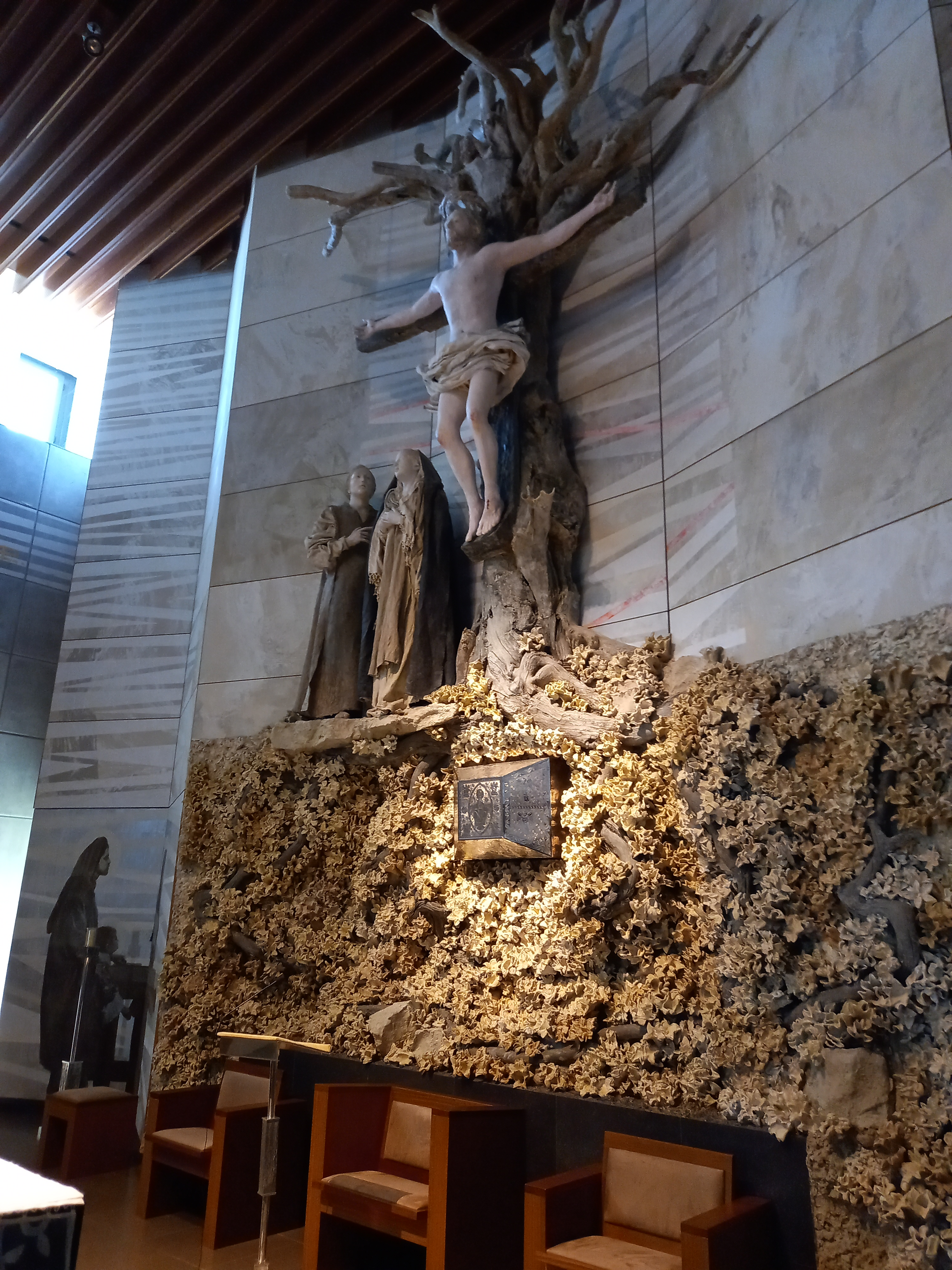
Retablo de la capilla mayor del seminario

El 25 de mayo de 2011 fue bendecida la nueva sede del seminario, de modo que en el curso 2011-12 se dejaron las antiguas sedes y el seminario quedó instalado de estas nuevas instalaciones den Cizur Menor. Situado en un terreno con una fuerte pendiente, al oeste y contra la pendiente se sitúa un bloque lineal quebrado y estructurado en tres piezas que se adaptan al terreno; en este bloque se sitúan las 111 habitaciones de que dispone el seminario, todas orientadas hacia el sursudeste. El resto del programa se desarrolla horizontalmente mediante plataformas adaptadas al terreno, y abiertas hacia el sur donde se dispone de una zona ajardinada y las instalaciones deportivas.  
En estas plataformas horizontales se sitúan las capillas, aulas, salas de estar, comedor y demás servicios. Sobre estas plataformas horizontales destacan los volúmenes de las capillas, situadas en paralelo y orientadas hacia el este; junto a una de menor volumen -con 50 asientos, se sitúa la capilla mayor, con 130 asientos, verdadero centro del conjunto edificatorio y de la vida del seminario; configurada con muros de hormigón reforzado con fibra de vidrio, y techos de madera; tiene una altura de 9 metros e incluye en un coro a media altura. En el conjunto de la capilla destaca el calvario, diseñado el artista plástico Javier Viver, que sirve de retablo; muestra un Cristo vivo y glorioso, que conserva los signos de la crucifixión, y se sitúa sobre una cruz superpuesta a un árbol invertido que extiende sus ramas cubriendo toda la predela del retablo y rodeando el Sagrario; a la derecha un grupo de sacerdotes, en los que se incluye una representación de San Josemaría Escrivá, adoran al Santísimo, mientras a la izquierda se sitúan la representación de varias mujeres en la misma actitud de adoración.